# Fleur Bourgonje
Fleur Bourgonje (Achterveld, 3 april 1946) is een Nederlands schrijfster, dichteres en vertaalster.
Na haar middelbare school vertrok ze naar Parijs, waar ze de Parijse studentenrevolte van 1968 meemaakte. Ze woonde in een gemeenschap van Zuid-Amerikanen die op hun continent het socialisme aan de macht wilden helpen. In 1971 vertrok ze naar Zuid-Amerika, waar ze gedurende een tienjarig verblijf in verschillende landen woonde. Ze schreef reportages en artikelen, en publiceerde een studie over armoede en prostitutie in Zuid-Amerika. In 1985 debuteerde ze met de roman Spoorloos, over de positie van vrouwen onder de dictatuur in Chili en Argentinië. Ze heeft 18 romans op haar naam staan; de laatste, Uitval, dateert uit 2014.

## Jeugd
Bourgonje groeide op in Achterveld, een katholieke gemeente in een protestantse omgeving. Het gezin woonde in een boerderij, waar vader Bourgonje als hoefsmid werkte. De moeder van Fleur had een winkel in huishoudelijke artikelen. Op de middelbare school ontdekt ze de betekenis van de literatuur: boeken lezen biedt haar een uitweg uit het besloten bestaan in Achterveld. Schrijvers als Sartre en Simone de Beauvoir inspireren haar om in haar leven een eigen richting te zoeken en zichzelf als mens te ontplooien.

## Zuid-Amerika
Ze verhuist naar Parijs en trouwt met de journalist Jan van der Putten. Samen vertrekken zij in 1970 naar Chili, waar hij als correspondent Latijns–Amerika voor Nederlandse media gaat werken.Salvador Allende is aan de macht en heel "links" Latijns-Amerika volgt de ontwikkelingen in dit land op de voet. Bourgonje is getuige van de staatsgreep van Augusto Pinochet.
Later vestigt het paar zich in Argentinië, waar op 11 september 1972 Jorge Videla aan de macht komt. Wanneer haar dochter in 1973 in Buenos Aires geboren wordt, besluit de behandelend arts haar tijdens de bevalling alleen te laten, omdat hij een revolutionaire bijeenkomst moet bijwonen. Op dat moment raakt voor Bourgonje de politiek te veel aan haar persoonlijke leven :"Daar waar geweld is, wil je niet zijn."
Ze keert in 1980 met haar dochter en zonder man terug naar Nederland. Eenmaal terug begint ze haar ervaringen in Zuid-Amerika, vooral het vele (politieke) geweld, op papier te zetten.

## Moed en schaamte
Over het thema "moed en schaamte" schrijft ze in De Groene Amsterdammer in 1997. Ze vertelt over een ontmoeting in Parijs met Elisabeth Burgos, een Venezolaanse vriendin die ooit getrouwd was met Régis Debray. Deze Franse filosoof en journalist vocht zij aan zij met Che Guevara in Bolivia en later schreef hij ook een boek over Salvador Allende. De vriendschap dateert uit de jaren zeventig, toen Bourgonje in Venezuela woonde en Burgos in Parijs, maar zij deelden vrienden, dichters en idealen:
Ook onze verledens raakten elkaar: we hadden ons, in Latijns-Amerika, vanuit een heel verschillende achtergrond en met een heel verschillende graad van intensiteit, met dezelfde strijd bemoeid. We hadden gevaar gelopen. We waren achterdochtig of roekeloos of op onze hoede geweest, achteloos vrijwel nooit, en we hadden in dezelfde mythe geloofd.
Overal op dit continent ziet zij de beeltenis van Che Guevara. Er hangt een sfeer van revolutie. Vele Zuid-Amerikanen willen een einde maken in het imperialisme en Guevara gaat hen voor. Volgens Bourgonje was Guevara "een echte Zuid-Amerikaanse man die voor niets terugdeinsde, hij las en schreef gedichten en hij was nonchalant mooi." Bourgonje geeft blijk van haar grote bewondering voor Guevara als arts en strijder. Later neemt ze afstand van zijn revolutionaire strengheid, toen ze ontdekte dat Guevara in 1959 handlangers van de verjaagde dictator Batista in Havana had laten fusilleren.
Met het verstrijken van de jaren ontdekt Bourgonje dat in tijden van revolutie niets is wat het lijkt, want achteraf "werden revolutionairen als verraders ontmaskerd en lafaards als dapperen."
Ze noemt zichzelf een buitenstaander die het liefst mensen en gebeurtenissen observeert. Als vanuit een vogelvlucht overzicht houden en de betrekkelijkheid der dingen inzien. Haar leven noemt ze een biografie: "De werkelijkheid blijft hetzelfde, maar hoe ik deze ervaar verandert. Daardoor zijn mijn herinneringen altijd gekleurd."

## Werken
Fleur Bourgonje heeft een groot aantal romans op haar naam staan. Zij debuteerde met Spoorloos (1985), een roman over de positie van vrouwen ten tijde van de dictatuur in Chili en Argentinië. Daarna volgde twee libretto’s voor opera’s: Valparaiso (1986), libretto voor de gelijknamige opera, over de terreur in Latijns-Amerika. En Flora Tristan (1991), over de Frans-Peruaanse feministe Flora Tristan.
In 1993 verscheen De bedrieglijke warmte van vuur. Van eenheid de breuk is een episch gedicht over een verbroken relatie. Daarna verschenen meerdere romans en edichtbundels, Haar laatste roman is autobiografisch en heet Archipel  (2024).
- Bibsys: 90782421
- Bibliothèque nationale de France: cb131874962 (data)
- Digitale Bibliotheek voor de Nederlandse Letteren: bour005
- Gemeinsame Normdatei: 121903915
- International Standard Name Identifier: 0000 0001 0939 1122
- Library of Congress Control Number: n82096446
- Nederlandse Thesaurus van Auteursnamen: 074249592
- Système universitaire de documentation: 035407263
- Virtual International Authority File: 118157308
- WorldCat: E39PBJbM4FCwXHKPHtChYvppT3